# Bahram IV

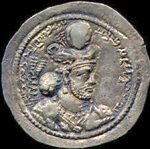
Munt met afbeelding van Bahram IV

Bahram IV was 388 - 399 koning van het Sassanidische Rijk, dat een periode van zwakte doormaakte. Er is niet zoveel over hem bekend, behoudens zijn bijnaam Kermansjah, naar de gelijknamige stad waaraan hij deze naam gaf. De tegenstelling tussen de rijke adel en de lagere standen schijnt ook in zijn tijd een probleem geweest te zijn en hij schijnt getracht te hebben daarin het gewone volk te steunen. Hij werd opgevolgd door Yazdegird I